# Prays oliviella
Prays oliviella là một loài bướm đêm thuộc họ Yponomeutidae.